# Bambou uni
Le Gang du Bambou Uni (chinois traditionnel : 竹聯幫 ; pinyin : Zhúliánbāng) est une triade originaire de Taïwan. Elle est aussi parfois appelée Union du Bambou ou Alliance du Bambou. Elle fait partie des trois principales triades de Taïwan (avec la Bande des Quatre Mers et la Alliance Céleste) et a notamment influencé la politique taïwanaise des années 1980.

## Histoire
Le gang a été formé en 1957 à Taipei par des familles issues du Kuomintang. Le nom provient de leur territoire d'origine Bamboo Forest Road.

## Activité
Le gang compte entre 10 000 et 20 000 membres. Constitué autour du racket, du jeu et de la prostitution, le groupe a étendu ses activités au trafic de drogues, notamment en Amérique du Nord et en Chine (Shanghai).